# Алдонина, Римма Петровна
Римма Петровна Алдонина (род. 7 марта 1928, Москва) — советский и российский архитектор и детский поэт.
Заслуженный архитектор Российской Федерации. Член Союза архитекторов России. Член Союза писателей России.
Участник, солистка и член коллектива авторов сатирических ансамблей московских архитекторов «Кохинор и Рейсшинка», руководитель «Рейсшинки». За эту деятельность награждена медалью и премией фонда Ирины Архиповой.
Один из авторов текста спектаклей Центрального театра кукол им. Образцова «Говорит и показывает ГЦТК» и «Новоселье».

## Биография
Родилась в Москве, в семье служащих. Отец Алдонин Петр Фаддеевич (1894—1944 гг.) до Великой Отечественной войны работал бухгалтером. В 1941 году, как офицер запаса, был мобилизован в действующую армию и в декабре 1944 года скончался в госпитале г. Одессы. Мать — Алдонина Мария Ивановна (1902—1994 гг.) работала медицинской сестрой.
В 1951 году Р. П. Алдонина закончила Московский Архитектурный институт по специальности «Архитектор широкого профиля». Работала в «Моспроекте 1» и «Моспромпроекте» Главного Архитектурно-Планировочного Управления Москвы (теперь Москомархитектуры), где прошла путь от рядового архитектора до руководителя архитектурной мастерской (единственная женщина за всю историю «Моспроекта»).
С 1987 по 1991 год в Техническом Управлении Москомархитектуры работала сначала главным специалистом, затем главным архитектором.
С 1956 года — Член Союза Архитекторов СССР. С 1976 по 1986 годы избиралась членом Правления, а затем членом Президиума Московского Отделения Союза Архитекторов.
С 1953 по 2003 год принимала активное участие в создании и деятельности сатирических певческих ансамблей при Центральном Доме архитекторов «Кохинор и Рейсшинка», которые заслужили широкое признание за смелую критику недостатков в архитектуре и строительстве. Руководитель «Рейсшинки», солистка и постоянный член авторского коллектива.

## Архитектурные работы

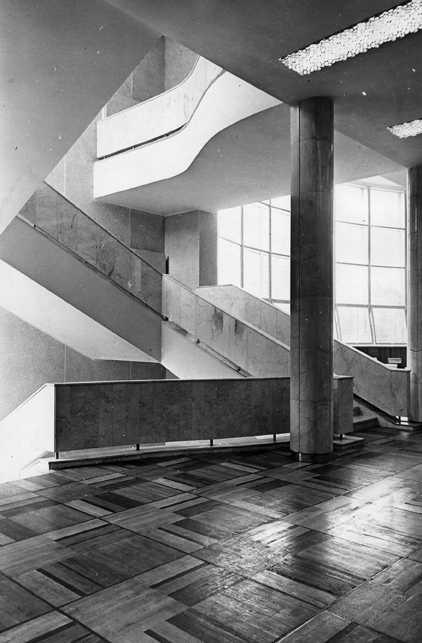
Фойе ДК ЗИЛа после реконструкции

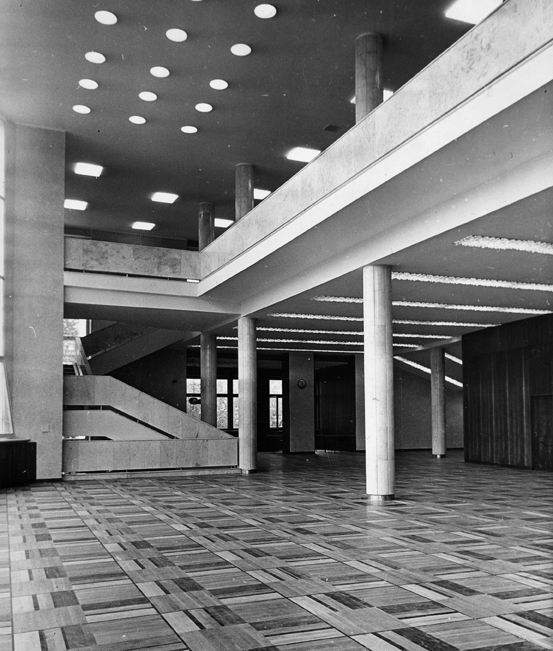
Фойе ДК ЗИЛа после реконструкции

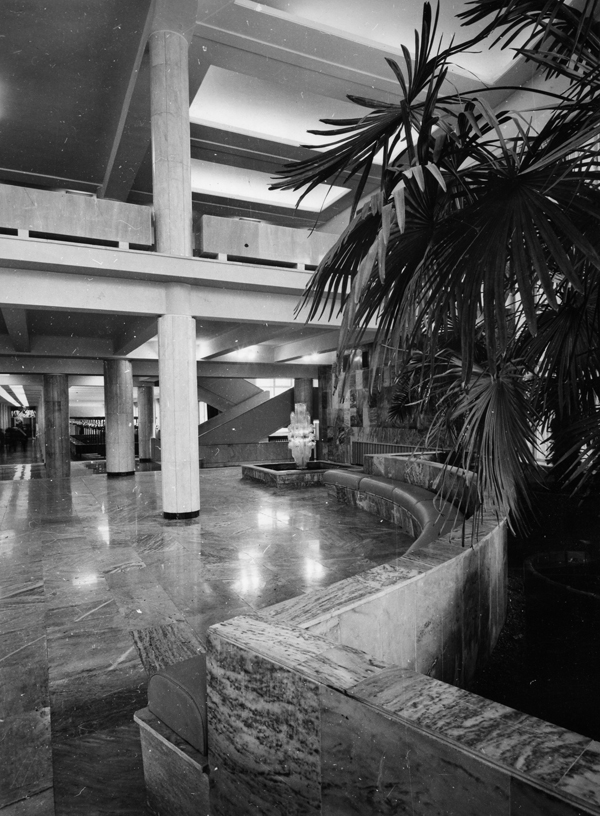
Зимний сад ДК ЗИЛа после реконструкции

Годы работы архитектором (1951—1991) пришлись на период максимального неуважения властей к профессии зодчего. Постановление «Об излишествах» 1956 года безоговорочно утвердило приоритет строителя, сделало зодчего безгласным придатком в строительном процессе. Архитектор-практик Алдонина выполнила крупные работы по планировке и застройке в районах Ленино (теперь Царицыно), Нагатино, Орехово-Борисово, Тушино и бесконечное количество «привязок» типовых проектов. Однако из-за отказа строителей на бумаге остались созданные ею индивидуальные проекты общественных зданий: Дворца Культуры Судоремонтного завода, Дворца Культуры Общества глухонемых, стадиона в Нагатино, здания Центральных клубов ДОСААФ и ряда других.
Главмосстрой предпочитал строить массовое жильё по типовым проектам. Тем не менее удалось построить отмеченный премией за лучшую постройку 1969 года кинотеатр «Эльбрус», осуществить реконструкцию Дворца Культуры ЗИЛа, созданного в тридцатых годах по проекту известных архитекторов Весниных.

### Реконструкция Дворца Культуры ЗИЛа
В здании эпохи конструктивизма в войну при бомбёжке были разрушены перекрытия театральной части. Послевоенная реконструкция (выполненная другой проектной организацией) в духе псевдо ренессанса нарушила стиль интерьеров чуждыми декоративными элементами. Кроме того некоторые проектные решения тридцатых годов: отсутствие кассового вестибюля, кондиционирования, операторских помещений, связи фойе с помещениями за сценой, недостаточная по современным нормам освещённость, деревянные перекрытия и т. д и т. п. вынудили провести серьёзную работу по исправлению положения.
Перед авторами второй реконструкции (П. Зиновьев, Р. Алдонина, О. Лебедева) не ставили задачу реставрации сооружения, но оно должно было полноправно войти в ряд новых современных Дворцов Культуры. Авторы справились с этой задачей, максимально стараясь восстановить и сохранить дух веснинской постройки, например, применение скрытого света, отсутствие декоративных деталей и пр. На архитектурные решения повлияла и утрата строителями имевшейся когда-то квалификации. Они отказались, например, выполнить бывшие ранее наливные мозаичные полы и подоконники, и главное — веснинский штукатурный поток из концентрических кругов в зрительном зале. Поэтому авторам реконструкции пришлось в значительных масштабах применять естественный камень и алюминий. Проектирование и реконструкция ДК ЗИЛ длилась 10 лет, с 1966 по 1976 гг.

### Застройка Нагатинской набережной
Следующие 10 лет были отданы в основном воплощению в жизнь крупного градостроительного проекта — застройки Нагатинской набережной домами переменной этажности 10-23 этажа. Эта работа оказала заметное влияние на архитекторов и практику московской застройки (см. статью «Как это было» и «Вдоль Москвы-реки».)
Проект Нагатинской Набережной (авторы: Р. Алдонина, К. Запасов, П. Зиновьев)

### Другие проекты
Р. П. Алдонина разработала серии точечных жилых домов 9, 12 и 14 этажей, в том числе, Смирновская, Тишинская и Москворецкая башни серии II 67, широко применённых в Москве. Возведён комплекс 13 этажных шумозащищенных жилых зданий на улице Большие Каменщики. Завершена застройка набережной Химкинского водохранилища, «Тушинской чаши» и пр.

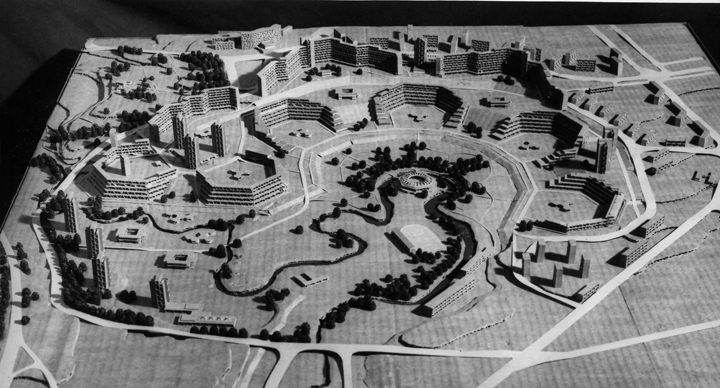
проект застройки «Тушинской чаши»

## Премии и награды
Архитектурные работы Алдониной всегда отличались творческой смелостью, поиском интересных решений и высоким уровнем профессионализма. Они были отмечены тремя премиями Госстроя РСФСР, дипломами МОСА и др. В многочисленных газетных и журнальных публикациях по вопросам архитектуры она неизменно выступала за повышение качества архитектуры и строительства (см. статьи «Фасады и тылы», «Застройка и шум», а также «Ответы Р. П. Алдониной на вопросы анкеты журнала „Архитектура СССР“ к международному съезду архитекторов»).
За заслуги в работе и общественной деятельности в 1976 году Р. П. Алдониной было присвоено звание Заслуженный архитектор РСФСР. Награждена орденом «Знак почёта» и медалью «За трудовое отличие».
Диплом и Бронзовая медаль Фонда Ирины Архиповой за «Кохинор и Рейсшинку» 2001 г.

## «Кохинор и Рейсшинка»
Участие Р. П. Алдониной в сатирических певческих коллективах «Кохинор и Рейсшинка» отражено на сайте, который она создала вместе со Светланой Май и другими.
В годы повсеместного унижения архитектуры и архитекторов участники ансамбля смело боролись против некомпетентности руководства, произвола строителей, плохого качества и однообразия массовой застройки.

## Стихи и проза для детей
Писать для детей начала поздно. В 1986 году в журнале «Колобок» было опубликовано первое стихотворение для детей. Затем на протяжении ряда лет были публикации и в журналах «Костер», «Миша», «Трамвай». С тех пор занятие литературой для детей становится все более активным. Стихи публикуются в журналах, выходят книги. В 1997 году Р. П. Алдонину приняли в члены Союза Писателей Москвы.
Весёлые, озорные стихи Алдониной отличаются пониманием психологии маленького героя, близки ему и, что немаловажно, умны. На стихи Алдониной написано около 20 песен, в частности, композитором Сергеем Зубковским — песня «Учите меня музыке!».
В разных городах России уже несколько лет идёт пьеса Р. Алдониной для кукольного театра «Здравствуйте» (совместно с М. Бартеневым).

### Книги (в прозе)
- «Картинки жизни. Воспоминания» (издательство Российского Союза Писателей, два издания, 200 стр., 2025)
- «Чей шпиль выше, московские высотки» (издательство «Кирюша», 2023)
- «Казанский собор» (издательство «Настя и Никита», 2024)
- »«Джордж Стефенсон, отец железных дорог» (издательство «Настя и Никита», 2022)
- «Кольцо с дельфинами» (издательство «Априори-Пресс», 2022)
- «Знаменитые собаки» (издательство «Настя и Никита», 2020)
- «Королевские истории» (издательство «Задира-Плюс», 2019)
- «Вулканы ужасные и манящие» — совместно с О. Сазоновой (издательство «Настя и Никита», 2019)
- «Гербы» (издательство «Настя и Никита», 2018)
- «Исаакиевский собор» (серия «Настя и Никита» издательства «ФОМА», 2017)
- «Город грамотеев — Великий Новгород» (серия «Настя и Никита» издательства «ФОМА», 2012)
- «Принцесса и гном» (серия «Настя и Никита» издательства «ФОМА», 2012)

### Книги (в стихах)
- «Мадам Кое-Как». Сказки в стихах и прозе (издательство «Кирюша», 2024)
- «Если б я слонёнком был. Песни Сергея Гаврилова на стихи Риммы Алдониной для самых маленьких» (издательство «Композитор Санкт-Петербург», 2022)
- «Короли и фасоль» (издательство «Октопус», 2020)
- «Я уже большой!» (издательство «Бином детства», 2019)
- «А я учусь!» стихи о школе (издательство «Алтей», 2018)
- «Мне машинки подарили» (издательство «Кетлеров», 2018)
- «Цап-царап» (издательство «Кетлеров», 2017)
- «С днём рождения, собака!» (издательство «Кетлеров», 2016)
- «У кого улыбка шире?» стихи для малышей (издательство Аквилегия, 2013)
- «Тузик и другие собаки» (серия «Настя и Никита» издательства «ФОМА», 2012)
- «Школьный концерт» (издательство «АПРИОРИ-ПРЕСС», 2012)
- «О звёздах и планетах» — краткий курс элементарной астрономии для детей в весёлых стихах (издательство «Махаон»), 2000
- «Приключение бегемотихи» (2010) (издательский дом «Фома»)
- «Музыка, её звуки и инструменты» (2011) (издательский дом «Фома»)
- Серия «Книжки-малышки»: «Мышиная песенка», «Лев, горилла и другие», «Однажды Вася Булкин», «Я уже большой» (издательство «Настя и Никита» 2019)
- «Мадам КОЕ-КАК»
- «Мышки под зонтом»
- «На шарике»
- «Мне машинки подарили»

### Стихи в сборниках
- Библиотека Михаила Яснова: «Лучшее чтение в 3 года» (издательство CLEVER, 2018)
- Библиотека Михаила Яснова: «Лучшее чтение в 4 года» (издательство CLEVER, 2018)
- Библиотека Михаила Яснова: «Лучшее чтение в 6 лет» (издательство CLEVER, 2018)
- Хрестоматия «Созвездие детства» стихи (издательство «Аркти», 2016)
- «Пегас в крапинку» стихи (издательство «РОСМЭН», 2015)
- «Позвоните в Тридесятое» сказки, проза (издательство «РОСМЭН»)
- «Современные писатели — детям» сказки, проза (издательство «РОСМЭН», 2014)
- «Я сижу на облаке» («Издательство Марины Волковой» — Челябинск)

#### Стихи в сборниках издательства «Оникс»
- Большая хрестоматия для младшей школы. «Лучшие стихи» (2015)
- «Тридесятое царство»
- «Про кошек и собак»
- «Первоклассные уроки»
- «Фантики»
- «Улыбка»
- «Лучшие стихи для детей»
- «Весёлый старт»
- «Крохотулечки»
- «Подарок для маленькой принцессы»

### Публикации в журналах
- «Справочник музыкального руководителя детского сада», стихи Р. П. Алдониной и песни композитора С. Гаврилова на её стихи.
- «Современный детский сад»

### Публикации в детских журналах
- «Шишкин лес»
- «Миша»
- «Трамвай»
- «Кукумбер»
- «Мурзилка»
- «Веселые картинки»
- «Колокольчик»
- «Колобок»
- «Костер»
- «Познайка» (Киев)

### Книги, изданные издательством «Белый город» (в прозе)

#### Из серии «История России»
- «Святыни России» (2002)
- «СУЗДАЛЬ, история города-музея» (2004)
- «Русская усадьба» (2006)
- «Московский Кремль» (2007)
- «Московские святыни» (2007)
- «В нашем царстве-государстве… Увлекательные рассказы из русской истории» из серии «Моя первая книга» (2007) — совместно с О. Сазоновой
- «Как это было… басенки, побасенки» из серии «Моя первая книга»(2008) — совместно с О. Сазоновой.
- «Прогулки по Кремлю» из серии «Моя первая книга» (2008)
- «Гармония в камне. Российские архитекторы» (2010)

#### Пересказы
- «Айвенго» (2002)
- «Лунный камень» (2003)
- «Махабхарата» (2004)
- «Потерянный рай» (2006)

#### Монографии о художниках и архитекторах для взрослых
- «Василий Максимов»
- «Станислав Жуковский»
- «Архитектор Лев Григорьевич Голубовский»

### Литературные награды
- Диплом победителя Четвёртого международного конкурса «Сказки сегодня». Общество «Свиток», Германия (2016)
- Национальная литературная премия «Золотое перо Руси», МТОД (2015)
- Специальный приз «Новая детская книга Рунета. Выбор OZON.ru» (2013)
- Первое место в открытом конкурсе книжных изданий «Просвещение через книгу» в номинации «Лучшая детская и юношеская книга» за книгу «В нашем царстве-государстве… Увлекательные рассказы из русской истории» из серии «Моя первая книга» (2007).
- Второе место и диплом лауреата в конкурсе издательства Росмэн «Новая детская книга» в номинации «Детская проза и стихи» за произведение «Два весёлых толстяка» (2010)
- Дипломы конкурсов детских стихов в интернете

## Семья
Была замужем за Григорием Григорьевичем Лысенко, с которым впоследствии развелась. Дочь, Ольга Григорьевна Сазонова, 1955 г. р. работает архитектором.